# Jaculus
Jaculus es un género de roedores de la subfamilia Dipodinae llamados también jerbos. Los Jaculus se distribuyen por las zonas desérticas y semiáridas del norte de África, el Sahara, Arabia, Medio Oriente y Asia Central.
Comúnmente las especies de este género son conocidas como «jerbos de desierto», aunque más concretamente esto es aplicado al jerbo de Egipto (Jaculus jaculus).

## Especies
Las siguientes especies son reconocidas para el género Jaculus:
- Jerbo de Blanford, Jaculus blanfordi
- Jerbo de Egipto, Jaculus jaculus
- Gran jerbo oriental, Jaculus orientalis
- Gran jerbo egipcio, Jaculus bishoylus